# Parthenodes mechanicalis
Parthenodes mechanicalis là một loài bướm đêm trong họ Crambidae.